# Llista d'entrenadors campions de la Copa d'Europa i de la Lliga de Campions

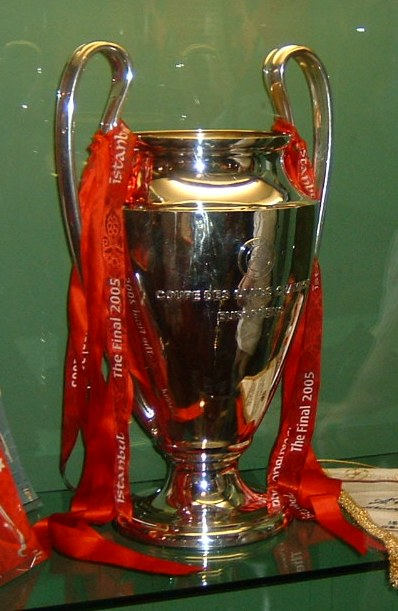
Trofeu de la Lliga de Campions de la UEFA

La Copa d'Europa fou una competició de futbol que va tenir lloc entre els anys 1956 i 1992. Inicialment, l'entrenador espanyol José Villalonga Llorente conduí a l'èxit el Reial Madrid a la final de la Copa d'Europa de 1956 i repetí la gesta la temporada següent. Els entrenadors i clubs anglesos dominaren la competició a les darreries dels anys 70 i primeries dels 80: guanyaren tots els torneigs des del de 1977 fins al del 1982. Malgrat tot, els entrenadors italians han estat els més exitosos, ja que han guanyat 11 vegades la competició des del 1956. La competició esdevingué la Lliga de Campions de la UEFA a la temporada 1992-93, quan l'entrenador belga Raymond Goethals liderà el club francès Olímpic de Marsella per guanyar el campionat.
Tan sols Bob Paisley i Carlo Ancelotti han guanyat el torneig en tres ocasions: Paisley conduí el Liverpool a l'èxit els anys 1977, 1978 i 1981, mentre que Ancelotti guanyà dos títols amb l'Milan i un amb el Real Madrid; 17 altres entrenadors han guanyat el títol en dues ocasions. Tan sols cinc tècnics han guanyat el campionat amb dos clubs diferents: a part d'Ancelotti, Ernst Happel amb el Feyenoord i l'Hamburger SV; Ottmar Hitzfeld amb el Borussia Dortmund i el FC Bayern de Múnic; José Mourinho amb el FC Porto i l'Inter de Milà; i Jupp Heynckes amb el Reial Madrid i el Bayern de Múnic. Sis homes han guanyat el torneig com a jugador i entrenador: Miguel Muñoz, Giovanni Trapattoni, Johan Cruyff, Carlo Ancelotti, Frank Rijkaard i Pep Guardiola.

## Llista cronològica

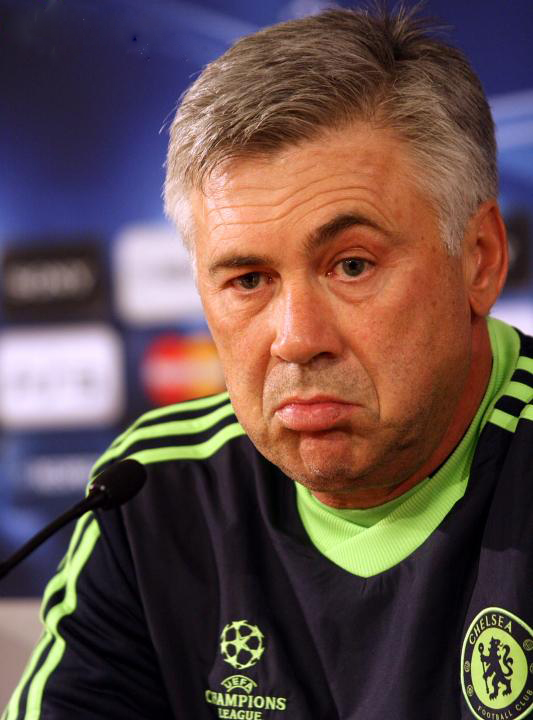
Carlo Ancelotti és l'únic entrenador que ha guanyat cinc títols de la Lliga de Campions de la UEFA (en el format actual).

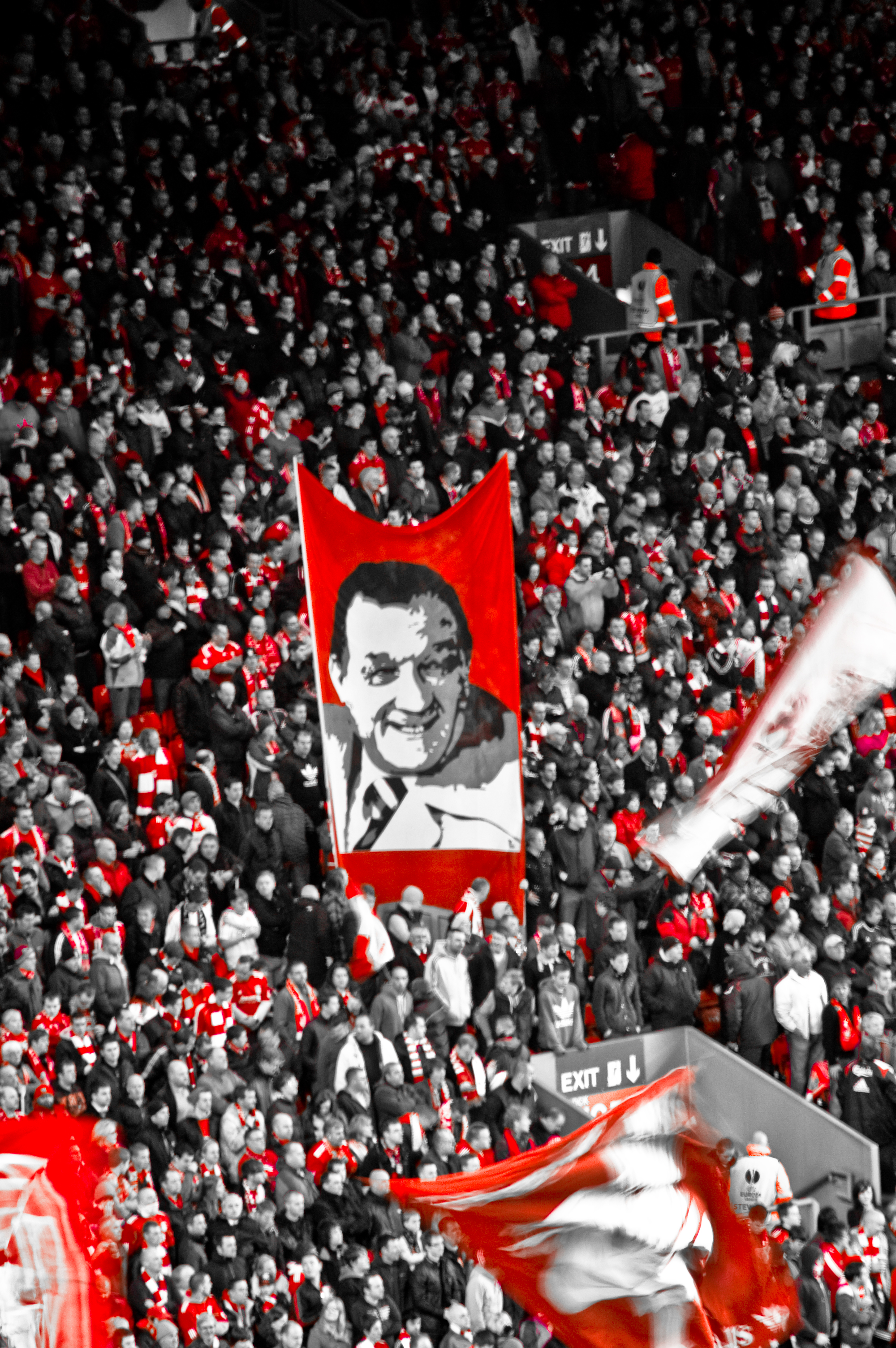
Bob Paisley va ser el primer entrenador que va guanyar tres títols amb el mateix club (Liverpool FC).

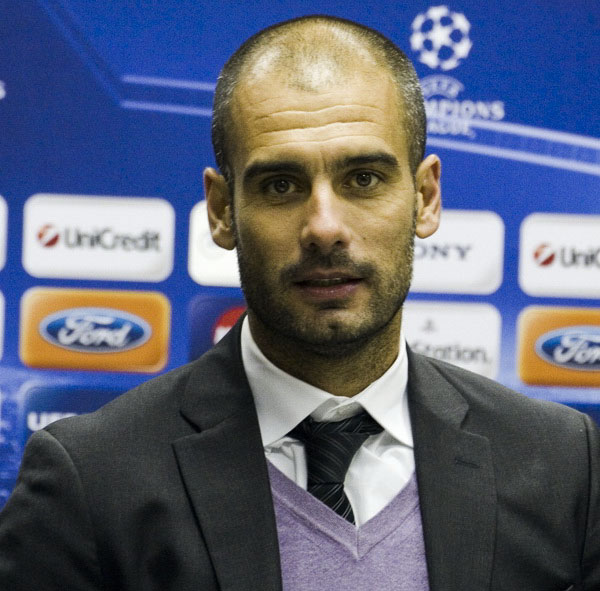
Pep Guardiola guanyà el campionat el 2009, el 2011 i el 2023.

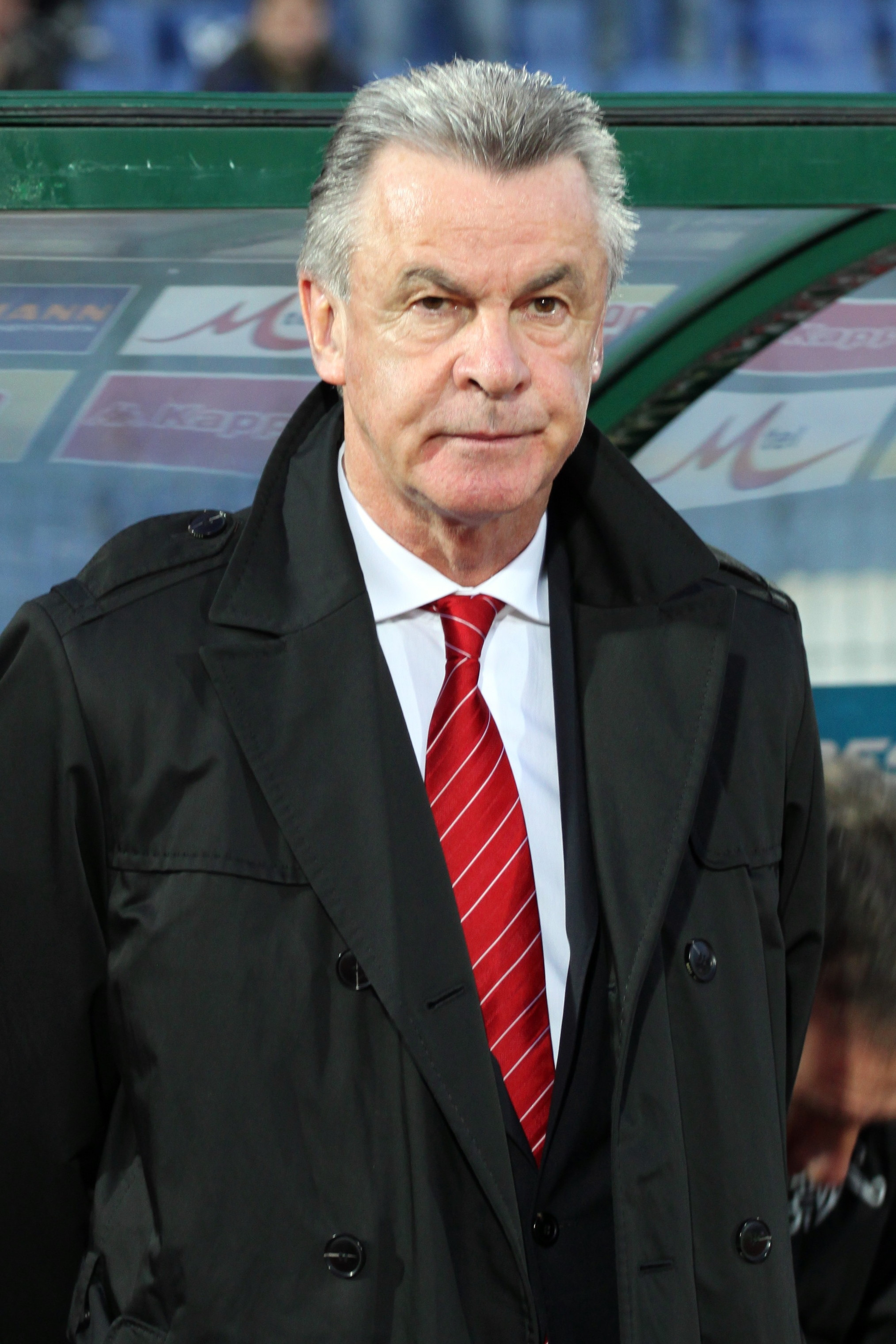
Ottmar Hitzfeld fou campió el 1997 i el 2001.

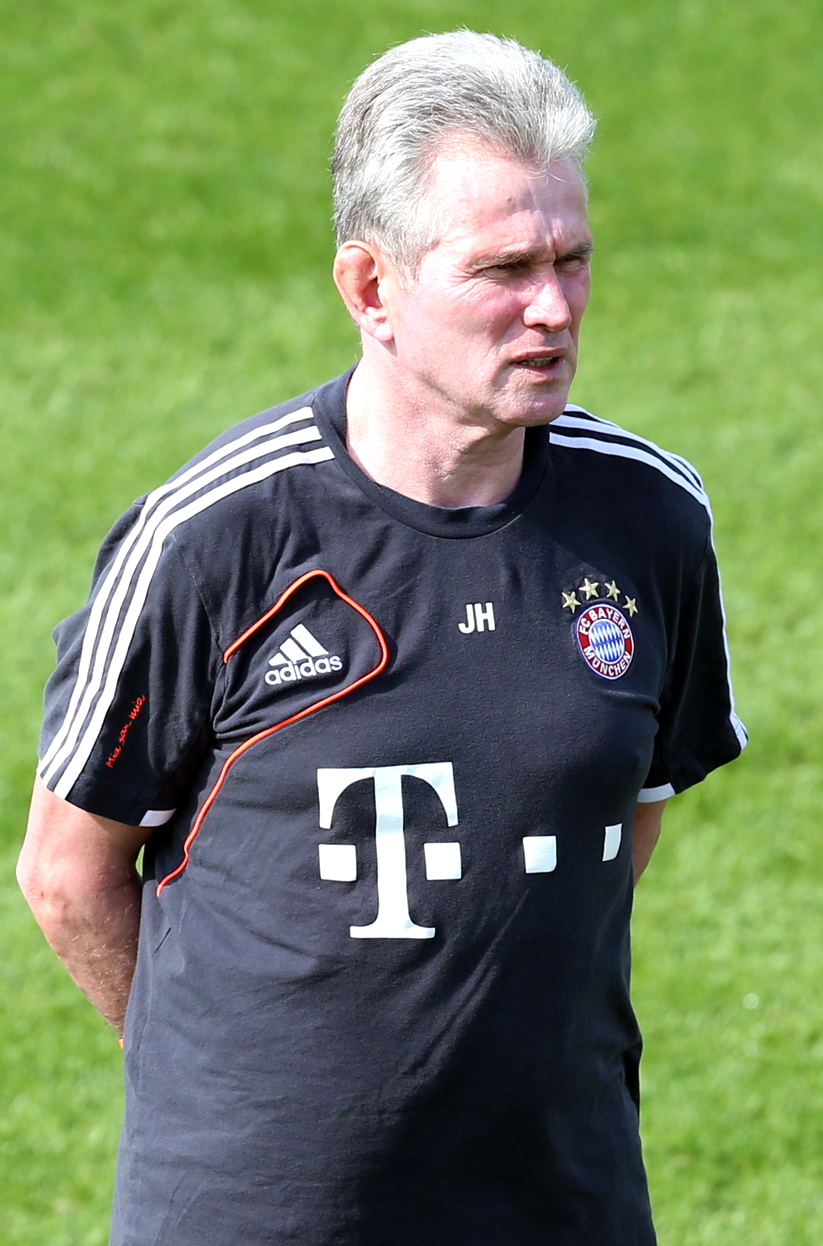
Jupp Heynckes guanyà el 1998 i el 2013.

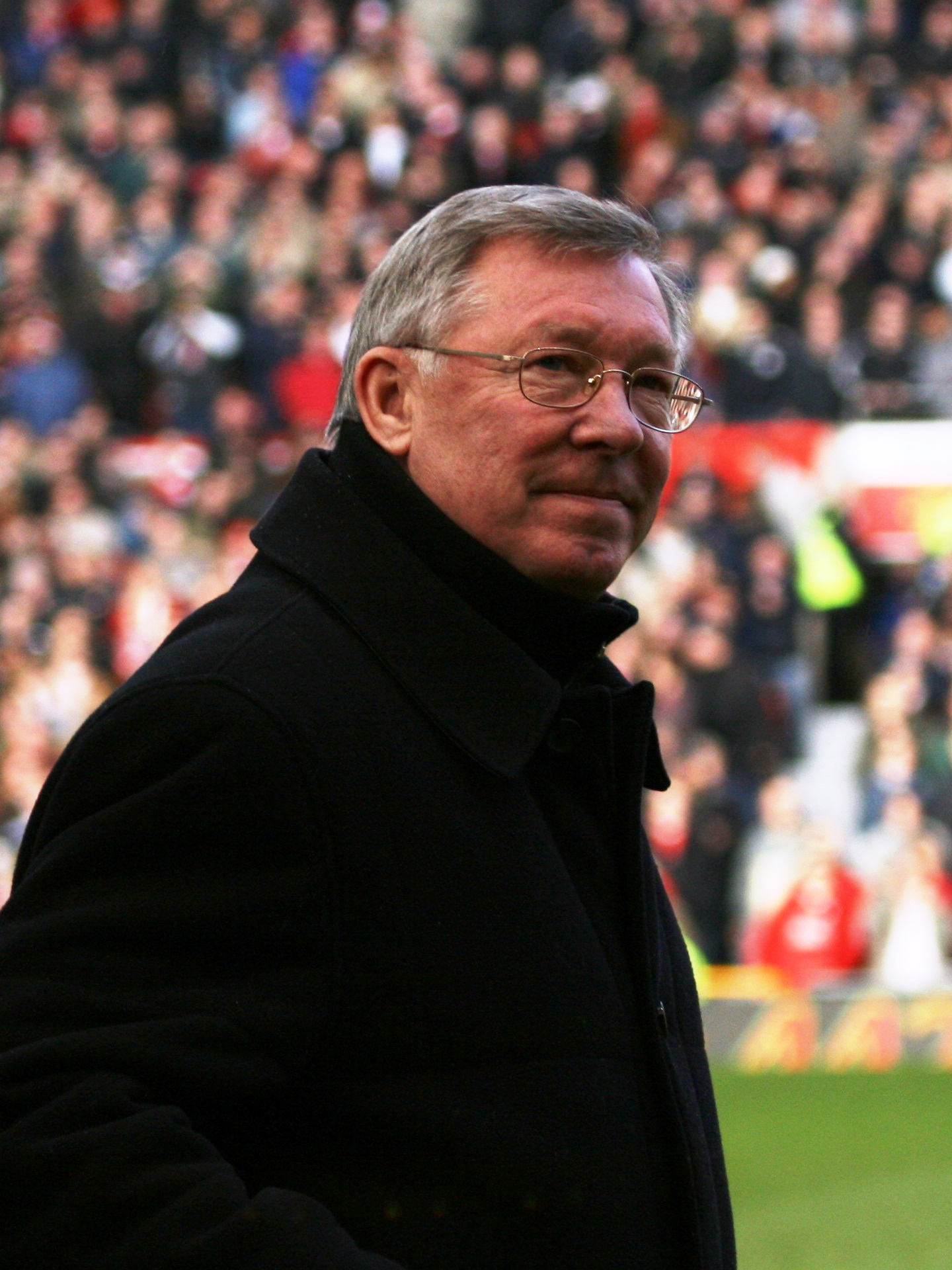
Alex Ferguson fou campió el 1999 i el 2008.

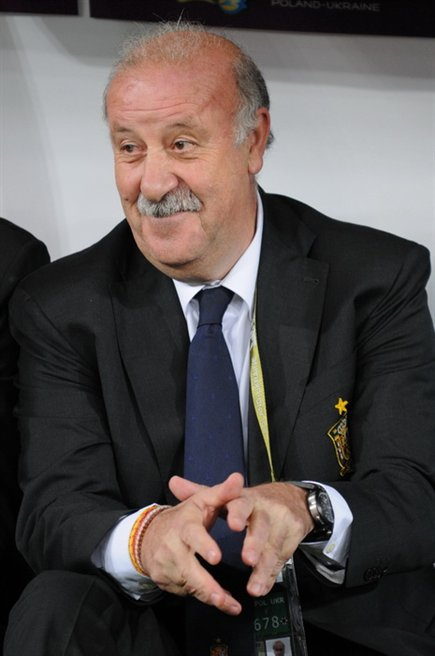
Vicente del Bosque guanyà el 2000 i el 2002.

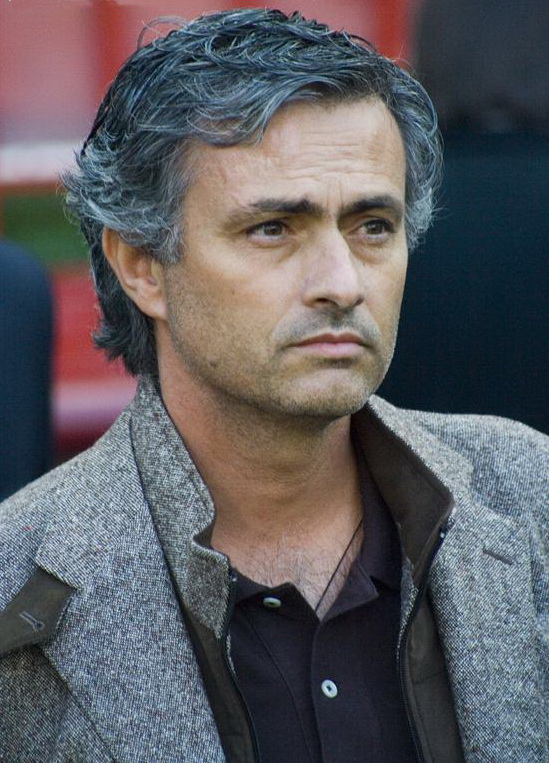
José Mourinho fou campió el 2004 i el 2010.

| Final | Nacionalitat | Entrenador campió     | País     | Club                     | Ref    |
| ----- | ------------ | --------------------- | -------- | ------------------------ | ------ |
| 1956  | ESP          | José Villalonga       | ESP      | Reial Madrid             | [ 4 ]  |
| 1957  | ESP          | José Villalonga       | ESP      | Reial Madrid             | [ 4 ]  |
| 1958  | ARG          | Luis Carniglia        | ESP      | Reial Madrid             | [ 4 ]  |
| 1959  | ARG          | Luis Carniglia        | ESP      | Reial Madrid             | [ 4 ]  |
| 1960  | ESP          | Miguel Muñoz          | ESP      | Reial Madrid             | [ 4 ]  |
| 1961  | HUN          | Béla Guttmann         | POR      | SL Benfica               | [ 4 ]  |
| 1962  | HUN          | Béla Guttmann         | POR      | SL Benfica               | [ 4 ]  |
| 1963  | ITA          | Nereo Rocco           | ITA      | AC Milan                 | [ 4 ]  |
| 1964  | ARG          | Helenio Herrera       | ITA      | Inter de Milà            | [ 4 ]  |
| 1965  | ARG          | Helenio Herrera       | ITA      | Inter de Milà            | [ 4 ]  |
| 1966  | ESP          | Miguel Muñoz          | ESP      | Reial Madrid             | [ 4 ]  |
| 1967  | SCO          | Jock Stein            | SCO      | Celtic FC                | [ 5 ]  |
| 1968  | SCO          | Matt Busby            | ENG      | Manchester United FC     | [ 6 ]  |
| 1969  | ITA          | Nereo Rocco           | ITA      | AC Milan                 | [ 4 ]  |
| 1970  | AUT          | Ernst Happel          | NED      | Feyenoord                | [ 7 ]  |
| 1971  | NED          | Rinus Michels         | NED      | AFC Ajax                 | [ 8 ]  |
| 1972  | ROU          | Ștefan Kovács         | NED      | AFC Ajax                 | [ 4 ]  |
| 1973  | ROU          | Ștefan Kovács         | NED      | AFC Ajax                 | [ 4 ]  |
| 1974  | Alemanya     | Udo Lattek            | Alemanya | FC Bayern de Múnic       | [ 9 ]  |
| 1975  | Alemanya     | Dettmar Cramer        | Alemanya | FC Bayern de Múnic       | [ 4 ]  |
| 1976  | Alemanya     | Dettmar Cramer        | Alemanya | FC Bayern de Múnic       | [ 4 ]  |
| 1977  | ENG          | Bob Paisley           | ENG      | Liverpool FC             | [ 4 ]  |
| 1978  | ENG          | Bob Paisley           | ENG      | Liverpool FC             | [ 4 ]  |
| 1979  | ENG          | Brian Clough          | ENG      | Nottingham Forest FC     | [ 4 ]  |
| 1980  | ENG          | Brian Clough          | ENG      | Nottingham Forest FC     | [ 4 ]  |
| 1981  | ENG          | Bob Paisley           | ENG      | Liverpool FC             | [ 4 ]  |
| 1982  | ENG          | Tony Barton           | ENG      | Aston Villa FC           | [ 10 ] |
| 1983  | AUT          | Ernst Happel          | Alemanya | Hamburger SV             | [ 11 ] |
| 1984  | ENG          | Joe Fagan             | ENG      | Liverpool FC             | [ 12 ] |
| 1985  | ITA          | Giovanni Trapattoni   | ITA      | Juventus FC              | [ 13 ] |
| 1986  | ROU          | Emerich Jenei         | ROU      | Steaua de Bucarest       | [ 14 ] |
| 1987  | POR          | Artur Jorge           | POR      | FC Porto                 | [ 15 ] |
| 1988  | NED          | Guus Hiddink          | NED      | PSV Eindhoven            | [ 16 ] |
| 1989  | ITA          | Arrigo Sacchi         | ITA      | AC Milan                 | [ 4 ]  |
| 1990  | ITA          | Arrigo Sacchi         | ITA      | AC Milan                 | [ 4 ]  |
| 1991  | YUG          | Ljupko Petrović       | YUG      | Estrella Roja de Belgrad | [ 17 ] |
| 1992  | NED          | Johan Cruyff          | CAT      | FC Barcelona             | [ 18 ] |
| 1993  | BEL          | Raymond Goethals      | FRA      | Olímpic de Marsella      | [ 19 ] |
| 1994  | ITA          | Fabio Capello         | ITA      | AC Milan                 | [ 20 ] |
| 1995  | NED          | Louis van Gaal        | NED      | AFC Ajax                 | [ 21 ] |
| 1996  | ITA          | Marcello Lippi        | ITA      | Juventus FC              | [ 22 ] |
| 1997  | Alemanya     | Ottmar Hitzfeld       | Alemanya | Borussia Dortmund        | [ 4 ]  |
| 1998  | Alemanya     | Jupp Heynckes         | ESP      | Reial Madrid             | [ 23 ] |
| 1999  | SCO          | Alex Ferguson         | ENG      | Manchester United FC     | [ 24 ] |
| 2000  | ESP          | Vicente del Bosque    | ESP      | Reial Madrid             | [ 4 ]  |
| 2001  | Alemanya     | Ottmar Hitzfeld       | Alemanya | FC Bayern de Múnic       | [ 4 ]  |
| 2002  | ESP          | Vicente del Bosque    | ESP      | Reial Madrid             | [ 4 ]  |
| 2003  | ITA          | Carlo Ancelotti       | ITA      | AC Milan                 | [ 25 ] |
| 2004  | POR          | José Mourinho         | POR      | FC Porto                 | [ 26 ] |
| 2005  | ESP          | Rafael Benítez Maudes | ENG      | Liverpool FC             | [ 27 ] |
| 2006  | NED          | Frank Rijkaard        | CAT      | FC Barcelona             | [ 28 ] |
| 2007  | ITA          | Carlo Ancelotti       | ITA      | AC Milan                 | [ 29 ] |
| 2008  | SCO          | Alex Ferguson         | ENG      | Manchester United FC     | [ 30 ] |
| 2009  | CAT          | Josep Guardiola       | CAT      | FC Barcelona             | [ 31 ] |
| 2010  | POR          | José Mourinho         | ITA      | Inter de Milà            | [ 32 ] |
| 2011  | CAT          | Josep Guardiola       | CAT      | FC Barcelona             | [ 33 ] |
| 2012  | ITA          | Roberto Di Matteo     | ENG      | Chelsea FC               | [ 34 ] |
| 2013  | Alemanya     | Jupp Heynckes         | Alemanya | FC Bayern de Múnic       | [ 35 ] |
| 2014  | ITA          | Carlo Ancelotti       | ESP      | Reial Madrid             | [ 36 ] |
| 2015  | ESP          | Luis Enrique Martínez | CAT      | FC Barcelona             | [ 37 ] |
| 2016  | FRA          | Zinedine Zidane       | ESP      | Reial Madrid             | [ 38 ] |
| 2017  | FRA          | Zinedine Zidane       | ESP      | Reial Madrid             | [ 39 ] |
| 2018  | FRA          | Zinedine Zidane       | ESP      | Reial Madrid             | [ 40 ] |
| 2019  | Alemanya     | Jürgen Klopp          | ENG      | Liverpool FC             | [ 41 ] |
| 2020  | Alemanya     | Hansi Flick           | Alemanya | FC Bayern de Múnic       | [ 42 ] |
| 2021  | Alemanya     | Thomas Tuchel         | ENG      | Chelsea FC               | [ 43 ] |
| 2022  | ITA          | Carlo Ancelotti       | ESP      | Reial Madrid             | [ 44 ] |
| 2023  | CAT          | Josep Guardiola       | ENG      | Manchester City FC       | [ 45 ] |
| 2024  | ITA          | Carlo Ancelotti       | ESP      | Reial Madrid             | [ 46 ] |
| 2025  | Espanya      | Luis Enrique          | França   | Paris Saint-Germain FC   | [ 47 ] |

## Llista d'entrenadors amb més d'un títol
Els següents entrenadors han guanyat més d'un títol (nota: no s'hi compten els títols guanyats com a jugador):
| Rànquing | Nacionalitat | Entrenador         | Campionats | Anys                         | Clubs                                 |
| -------- | ------------ | ------------------ | ---------- | ---------------------------- | ------------------------------------- |
| 1        |              | Carlo Ancelotti    | 5          | 2003, 2007, 2014, 2022, 2024 | AC Milan (2), Reial Madrid (3)        |
| 2        |              | Bob Paisley        | 3          | 1977, 1978, 1981             | Liverpool FC                          |
| 2        |              | Zinédine Zidane    | 3          | 2016, 2017, 2018             | Reial Madrid                          |
| 2        |              | Josep Guardiola    | 3          | 2009, 2011, 2023             | FC Barcelona (2), Manchester City FC  |
| 3        |              | Jupp Heynckes      | 2          | 1998, 2013                   | Reial Madrid, FC Bayern de Múnic      |
| 3        |              | José Mourinho      | 2          | 2004, 2010                   | FC Porto, Inter de Milà               |
| 3        |              | Alex Ferguson      | 2          | 1999, 2008                   | Manchester United FC                  |
| 3        |              | Vicente del Bosque | 2          | 2000, 2002                   | Reial Madrid                          |
| 3        |              | Ottmar Hitzfeld    | 2          | 1997, 2001                   | Borussia Dortmund, FC Bayern de Múnic |
| 3        |              | Ernst Happel       | 2          | 1970, 1983                   | Feyenoord, Hamburger SV               |
| 3        |              | Helenio Herrera    | 2          | 1964, 1965                   | Inter de Milà                         |
| 3        |              | Arrigo Sacchi      | 2          | 1989, 1990                   | AC Milan                              |
| 3        |              | Brian Clough       | 2          | 1979, 1980                   | Nottingham Forest FC                  |
| 3        |              | Dettmar Cramer     | 2          | 1975, 1976                   | FC Bayern de Múnic                    |
| 3        |              | Ștefan Kovács      | 2          | 1972, 1973                   | AFC Ajax                              |
| 3        |              | Nereo Rocco        | 2          | 1963, 1969                   | AC Milan                              |
| 3        |              | Miguel Muñoz       | 2          | 1960, 1966                   | Reial Madrid                          |
| 3        |              | Béla Guttmann      | 2          | 1961, 1962                   | SL Benfica                            |
| 3        |              | Luis Carniglia     | 2          | 1958, 1959                   | Reial Madrid                          |
| 3        |              | José Villalonga    | 2          | 1956, 1957                   | Reial Madrid                          |
| 3        |              | Luis Enrique       | 2          | 2015, 2025                   | FC Barcelona, Paris Saint-Germain FC  |

| Negreta | = | Encara actiu com a entrenador |

## Llista per nacionalitat
Aquesta taula llista el total de títols guanyats per entrenadors de cada país.
| Nacionalitat  | Títols guanyats |
| ------------- | --------------- |
| Itàlia        | 13              |
| Espanya       | 12              |
| Alemanya      | 10              |
| Anglaterra    | 7               |
| Països Baixos | 5               |
| Argentina     | 4               |
| Escòcia       | 4               |
| França        | 3               |
| Portugal      | 3               |
| Romania       | 3               |
| Àustria       | 2               |
| Hongria       | 2               |
| Bèlgica       | 1               |
| Iugoslàvia    | 1               |

1. ↑  Inclou l'Alemanya Oriental.
2. ↑  Inclou els títols guanyats per Helenio Herrera, que també tenia ciutadania francesa.